# Ralph Byrd
Ralph Byrd (22 de abril de 1909 – 18 de agosto de 1952) foi um ator estadunidense que se tornou mais conhecido por ter interpretado o personagem das histórias em quadrinhos Dick Tracy nas telas, a partir dos anos 1930, nos seriados Dick Tracy, Dick Tracy Returns, Dick Tracy's G-Men e Dick Tracy vs. Crime, Inc., além de filmes e seriados de televisão sobre o personagem.

## Biografia
Ralph Byrd nasceu em Dayton, Ohio. Ele parece ter começado sua carreira no show business como cantor na Broadway após terminar a escola, mas a data de sua estréia e da duração da sua estadia são indeterminados. Em 1935, ele estava em Hollywood, atuando em pequenos papéis coadjuvantes em filmes B. Um de seus primeiros seriados foi The Adventures of Rex and Rinty, pela Mascot Pictures, em 1935, onde fez uma ponta, não-creditado, como um forest ranger que ajudou o cão-herói Rinty e o cavalo Rex a encontrar uma criança perdida, com a interferência em uma luta entre Kane Richmond e os capangas fora da lei Al Bridge e Edmund Cobb. 
Byrd era um bom ator, conduzindo o diálogo de forma natural, e seus personagens na tela podem tanto ser alegres e afáveis, quanto duros e autoritários, quando o papel assim requer. Uma vez tendo se iniciado nos seriados da Republic Pictures sobre o personagem Dick Tracy, o primeiro deles em 1937, Dick Tracy, foi sempre lançado em personagens de ação, apesar de não ter o habitual tipo musculoso que esses papéis pretenderiam. Ele tinha, no entanto, uma forte e resoluta mandíbula, o que lhe deu uma heróica presença.

## Dick Tracy
A Republic Pictures escolheu Byrd para o detetive Dick Tracy, de Chester Gould, em 1937, para o seriado homônimo, e o filme fez tanto sucesso que teve três sequências seriais, Dick Tracy Returns em 1938, Dick Tracy's G-Men (ao lado de uma jovem Jennifer Jones, ainda sob o nome Phylis Isley) em 1939 e Dick Tracy vs. Crime, Inc. em 1941 (relançado em 1952 sob o título Dick Tracy vs. Phantom Empire).
A RKO Pictures fez um filme longa metragem em 1945, Dick Tracy, porém não com Ralph Byrd e sim com Morgan Conway). Depois de dois filmes, os expositores queixaram-se, pois, para eles, Ralph Byrd era Dick Tracy. A RKO  então contratou Byrd para terminar a série, com os filmes Dick Tracy's Dilemma e Dick Tracy Meets Gruesome (com Boris Karloff como Gruesome), ambos lançados em 1947.

## Casamento
Ralph Byrd casou com a atriz e modelo Virginia Carroll em 1936, e o casal ficou unido até a morte de Byrd, em 1952. Tiveram uma filha, Carol.

## Morte
Byrd continuou a trabalhar em papéis de ação até a década de 1940, e quando a propriedade do personagem Dick Tracy se tornou uma série de TV, em 1950, Byrd era a escolha óbvia para reprisar seu papel mais famoso. Os episódios foram produzidos com baixos orçamentos, com Byrd forçado a lidar com longas horas e cenas de ação extenuante. O acelerado ritmo de produção de TV influenciou sobre a saúde do ator sobrecarregado de trabalho, e ele sucumbiu a um ataque cardíaco em Tarzana, Califórnia, em 18 de agosto de 1952, aos 43 anos de idade. Está sepultado no Forest Lawn Memorial Park, em Glendale.

## Filmografia parcial
- The Adventures of Rex and Rinty (1935) (não-creditado)
- Swing Time (1936) (não-creditado)
- S.O.S. Coast Guard (1937)
- Dick Tracy (1937)
- Blake of Scotland Yard (1937)
- Dick Tracy Returns (1938)
- Dick Tracy's G-Men (1939)
- The Howards of Virginia (1940)
- North West Mounted Police (1940)
- The Mark of Zorro (1940) (não-creditado)
- Dark Streets of Cairo (1940)
- Dick Tracy vs. Crime, Inc. (1941)
- Ten Gentlemen from West Point (1942)
- Jungle Book (1942)
- Moontide (1942)
- Manila Calling (1942)
- Stallion Road (1947)
- The Vigilante (1947)
- Dick Tracy's Dilemma (1947)
- Dick Tracy Meets Gruesome (1947)
- Jungle Goddess (1948)
- Union Station (1950) (não-creditado)